# Final Destination (franquia)
Final Destination (bra: Premonição; prt: O Último Destino) é uma franquia estadunidense de terror que inclui seis filmes, duas histórias em quadrinhos e nove novelas. É baseado em um script de especificação de Jeffrey Reddick, originalmente escrito para a série de televisão The X-Files e foi distribuído pela New Line Cinema. 
Todos os seus cinco filmes se passam na premissa de um pequeno grupo de pessoas que escapam da morte iminente depois que um indivíduo tem uma premonição repentina e os avisa sobre um grande desastre que está prestes a ocorrer. 
Depois de evitar as mortes preditas vistas nas visões, os sobreviventes são mais tarde mortos um por um (geralmente na ordem em que morreram no desastre da premonição) em acidentes bizarros causados por uma força invisível (que se diz ser a própria Morte buscando matá-los devido à interrupção de seus planos para suas mortes), criando complicadas cadeias de causa e efeito, semelhantes a máquina de Rube Goldberg, e então lendo presságios enviados por outra entidade invisível que implica ser o oposto da Morte, a fim de evitar novamente suas mortes.
A série é notável entre outros filmes de terror por usar um antagonista que não é um slasher estereotipado ou outro ser físico, mas a morte manifestada, manipulando sutilmente as circunstâncias no ambiente com o objetivo de reivindicar qualquer pessoa que anteriormente escapou de sua morte predestinada. 
Além dos filmes, uma nova série, que inclui as novelizações dos três primeiros filmes, foi publicada ao longo de 2005 e 2006 pela Black Flame. Uma história em quadrinhos intitulada Final Destination: Sacrifice foi lançada junto com DVDs selecionados de Final Destination 3 em 2006, e uma série de quadrinhos intitulada Final Destination: Spring Break foi publicada pela Zenescope Entertainment em 2007.
A franquia foi elogiada por sua premissa inovadora do conceito abstrato da própria Morte como uma força invisível que mata pessoas em vez de um assassino destruidor usual, e pela criatividade das sequências de morte às vezes complicadas e tensas dos filmes.

## Antecedentes
Final Destination foi escrito por Jeffrey Reddick depois de ter "lido uma história sobre uma mulher que estava de férias e sua mãe ligou para ela e disse: 'Não pegue o voo amanhã, estou com um péssimo pressentimento sobre isso' ". A mulher trocou de voo e o avião que ela deveria pegar caiu. Tendo originalmente escrito o roteiro como um episódio de The X-Files, Reddick decidiu transformar o roteiro em um longa-metragem a pedido de um de seus colegas da New Line Cinema. Depois de desenvolver a ideia do longa, a New Line Cinema contratou Reddick para escrever um roteiro; James Wong e Glen Morgan foram posteriormente contratados para escrever o roteiro de filmagem, fazendo alterações para cumprir seus padrões. Jeffrey Reddick é o único responsável pela história e compartilha os créditos do roteiro com James Wong e Glen Morgan.

## Filmes
| Filme                         | Data de lançamento nos EUA | Diretor(es)                   | Roteirista(s)                              | História por                                    | Produtor(es)                                                     | Status       |
| ----------------------------- | -------------------------- | ----------------------------- | ------------------------------------------ | ----------------------------------------------- | ---------------------------------------------------------------- | ------------ |
| Final Destination             | 17 de março de 2000        | James Wong                    | Glen Morgan & James Wong e Jeffrey Reddick | Jeffrey Reddick                                 | Warren Zide, Craig Perry e Glen Morgan                           | Lançado      |
| Final Destination 2           | 31 de janeiro de 2003      | David R. Ellis                | J. Mackye Gruber & Eric Bress              | J. Mackye Gruber & Eric Bress e Jeffrey Reddick | Warren Zide e Craig Perry                                        | Lançado      |
| Final Destination 3           | 10 de fevereiro de 2006    | James Wong                    | Glen Morgan & James Wong                   | Glen Morgan & James Wong                        | Glen Morgan, James Wong, Craig Perry e Warren Zide               | Lançado      |
| The Final Destination         | 28 de agosto de 2009       | David R. Ellis                | Eric Bress                                 | Eric Bress                                      | Craig Perry e Warren Zide                                        | Lançado      |
| Final Destination 5           | 12 de agosto de 2011       | Steven Quale                  | Eric Heisserer                             | Eric Heisserer                                  | Craig Perry e Warren Zide                                        | Lançado      |
| Final Destination: Bloodlines | 16 de maio de 2025         | Zach Lipovsky & Adam B. Stein | Guy Busick & Lori Evans Taylor             | Jon Watts                                       | Craig Perry, Sheila Hanahan Taylor, Jon Watts e Dianne McGunigle | Pós-produção |

### Final Destination(2000)
No Final Destination original, o estudante do ensino médio Alex Browning (Devon Sawa) embarca no voo 180 da Volée Airlines com seus colegas de classe para uma viagem de campo a Paris. Antes da decolagem, Alex tem a premonição de que o avião explodirá no ar, matando todos a bordo. Quando os eventos de sua visão começam a se repetir na realidade, ele entra em pânico e uma briga começa, o que faz com que vários passageiros sejam deixados para trás, incluindo Clear Rivers (Ali Larter), Carter Horton (Kerr Smith), Billy Hitchcock (Seann William Scott), Valerie Lewton (Kristen Cloke), Terry Chaney (Amanda Detmer) e Tod Waggner (Chad Donella), que testemunham a explosão do avião momentos depois. Depois disso, os sobreviventes começam a morrer um por um através de uma série de acidentes bizarros, e Alex tenta encontrar uma maneira de “trapacear” o plano da Morte antes que seja tarde demais. Seis meses depois, Alex, Clear e Carter viajam para Paris para comemorar sua sobrevivência, acreditando que finalmente enganaram a Morte;  no entanto, depois que Carter é esmagado por um letreiro de néon gigante que cai de um prédio acima, eles percebem que o plano da Morte ainda está em ação.

### Final Destination 2(2003)
Final Destination 2, que começa um ano após o primeiro filme, apresenta a estudante universitária Kimberly Corman (A. J. Cook) indo para Daytona Beach para as férias de primavera com seus amigos Shaina, Dano e Frankie  (Sarah Carter, Alex Rae e Shaun Sipos). No caminho, Kimberly tem a premonição de um enorme engavetamento de carro na Rota 23, matando todos os envolvidos. Ela para seu SUV na rampa de entrada, impedindo que várias pessoas entrem na rodovia, incluindo Thomas Burke (Michael Landes), Eugene Dix (T. C. Carson), Rory Peters (Jonathan Cherry), Kat Jennings (Keegan Connor Tracy), Nora e Tim Carpenter (Lynda Boyd e James Kirk), Evan Lewis (David Paetkau) e a grávida Isabella Hudson (Justina Machado). Enquanto o oficial Burke questiona Kimberly, o engavetamento ocorre conforme ela previu. Nos dias seguintes ao acidente, os sobreviventes começam a morrer um por um em uma série de acidentes bizarros. Depois de saber da explosão do voo 180, Kimberly se une a Clear Rivers, a única sobrevivente do voo 180, para tentar salvar um novo grupo de pessoas da Morte. Desta vez, os sobreviventes são informados de que apenas uma "nova vida" pode derrotar a Morte, e que eles devem permanecer vivos por tempo suficiente para que Isabella tenha seu filho. Mais tarde, é revelado que Isabella nunca deveria morrer no engavetamento, e Kimberly se afoga em um lago para ser ressuscitada pela equipe de emergência, garantindo-lhe assim uma "nova vida"; salvando ela e o oficial Burke.

### Final Destination 3(2006)
Final Destination 3 mostra a estudante do ensino médio Wendy Christensen (Mary Elizabeth Winstead) visitando um parque de diversões para a noite de formatura com seus amigos Kevin Fischer (Ryan Merriman), Jason Wise (Jesse Moss) e Carrie Dreyer (Gina Holden). Enquanto Wendy e seus amigos embarcam na montanha-russa Devil's Flight, Wendy tem a premonição de que o passeio irá falhar, matando todos a bordo. Quando Wendy entra em pânico, uma briga começa e várias pessoas saem ou são forçadas a abandonar o passeio antes que o acidente ocorra, incluindo Kevin, a irmã mais nova de Wendy, Julie (Amanda Crew) e os estudantes Ian McKinley (Kris Lemche), Erin Ulmer (Alexz Johnson), Lewis Romero (Texas Battle), Frankie Cheeks (Sam Easton), Ashley Freund (Chelan Simmons), Ashlyn Halperin (Crystal Lowe) e Perry Malinowski (Maggie Ma). Quando os sobreviventes começam a morrer um por um em uma série de acidentes estranhos, Wendy e Kevin decidem salvar aqueles que restaram depois de saberem dos acontecimentos dos dois primeiros filmes. Eles também descobrem que as fotos que tiraram no parque trazem indícios de suas mortes. A maioria de suas tentativas são inúteis, com exceção de Julie e deles próprios, levando-os a acreditar que enganaram a Morte. No entanto, os três "coincidentemente" se cruzam cinco meses depois e são pegos em um terrível acidente de metrô.

### The Final Destination(2009)
Em The Final Destination, o estudante universitário Nick O'Bannon (Bobby Campo) visita o McKinley Speedway para uma pausa nos estudos com seus amigos Lori Milligan (Shantel VanSanten), Janet Cunningham (Haley Webb)  e Hunt Wynorski (Nick Zano). Enquanto assistia à corrida, Nick tem a premonição de que um acidente de carro de corrida enviará destroços para as arquibancadas, fazendo com que o estádio desabasse sobre os convidados. Quando Nick entra em pânico, uma briga começa e várias pessoas vão embora antes que o acidente ocorra, incluindo seus amigos Lori, Janet e Hunt, o segurança George Lanter (Mykelti Williamson) e os espectadores Andy Kewzer (Andrew Fiscella), Samantha Lane (Krista Allen), Jonathan Groves (Jackson Walker), Carter Daniels (Justin Welborn) e Nadia Monroy (Stephanie Honoré). Mais uma vez, os sobreviventes morrem em uma série de acidentes estranhos, exceto Janet, que é resgatada momentos antes de sua morte. Isso leva os sobreviventes restantes a acreditar que enganaram a Morte, até que Nick tem outra premonição de uma explosão desastrosa em um shopping, que ele consegue evitar, salvando a si mesmo, Lori e Janet. Duas semanas depois, Nick percebe que a visão do desastre no shopping pretendia apenas levá-los para onde a Morte precisava que eles estivessem e todos os três são mortos por um semi-fugitivo.

### Final Destination 5(2011)
Em Final Destination 5, Sam Lawton (Nicholas D'Agosto) está a caminho de um retiro corporativo com seus colegas. Enquanto eles cruzam a ponte North Bay, Sam tem a premonição de que a ponte irá desabar, matando todos que estiverem nela. Sam consegue persuadir vários de seus colegas de trabalho a descer da ponte antes que o acidente ocorra, incluindo Molly Harper (Emma Bell), Nathan Sears (Arlen Escarpeta), Peter Friedkin (Miles Fisher), Dennis Lapman (David Koechner), Olivia Castle (Jacqueline MacInnes Wood), Isaac Palmer (P. J. Byrne) e Candice Hooper (Ellen Wroe). Depois que Candice e Isaac morrem em acidentes bizarros, Sam é avisado de que a Morte ainda está atrás dos sobreviventes e disse que se ele quiser viver, ele deve matar alguém que nunca deveria morrer na ponte e reivindicar o resto de sua vida. Olivia e Dennis são mortos antes de terem a chance de se salvar, mas Nathan reivindica a vida de um colega de trabalho quando acidentalmente causa sua morte em um acidente em um armazém. Peter tenta matar Molly, com ciúmes por ela ter sobrevivido em vez de Candice. Ele eventualmente ganha a vida de um agente investigador, mas é morto por Sam antes que ele possa matar Molly. Sam e Molly mais tarde embarcam em um avião para Paris, que é revelado como o vôo 180 do primeiro filme. Quando a fuselagem é destruída pela explosão dos fragmentos do motor, Molly é sugada para fora do avião enquanto Sam é morto na explosão subsequente. O trem de pouso é lançado voando em direção à cidade de Nova York e bate em um bar de coquetéis, matando Nathan, já que o colega de trabalho cuja vida ele alegou tinha uma doença terminal e morreria "a qualquer momento".

### Final Destination: Bloodlines(2025)
Em 2011, Tony Todd disse que se Final Destination 5 fosse um sucesso de bilheteria, então duas sequências seriam filmadas consecutivas. No dia 23 de agosto, quando questionado se dirigiria uma sequência, Steven Quale elaborou: "Quem sabe. Nunca diga nunca. Quero dizer, isso dependerá dos fãs. Veremos como este se sai internacionalmente, e se ganhar tanto dinheiro quanto o quarto, tenho certeza que a Warner Brothers vai querer fazer outro".
Em janeiro de 2019, foi anunciado que um novo longa estava em desenvolvimento, da Warner Bros. Pictures e New Line Cinema. Patrick Melton e Marcus Dunstan escreverão o roteiro, com o enredo descrito como uma “re-imaginação” da franquia. Em agosto, Devon Sawa manifestou interesse em retornar à franquia no reboot.
Em março de 2020, foi anunciado que o filme, ambientado no mesmo cânone dos cinco primeiros filmes, teria como foco os socorristas, com o produtor da série Craig Perry afirmando:
Estamos pensando em que isso aconteça no mundo dos socorristas: paramédicos, bombeiros e polícia. Essas pessoas lidam diariamente com a morte na linha de frente e fazem escolhas que podem fazer com que as pessoas vivam ou morram. Contamos com seu bom senso, experiência e comportamento calmo. Então porque não colocar essas pessoas numa situação de pesadelo onde cada escolha pode trazer vida ou morte – mas agora para elas próprias? Estamos pensando que esse mundo pode ser um caminho interessante para um filme de “Final Destination”, e que também pode gerar cenários únicos de uma forma muito confiável.
No mesmo ano, em outubro, o criador da série Jeffrey Reddick confirmou que um sexto filme estava em andamento antes da pandemia de COVID-19. Em 2021, Lori Evans Taylor e Guy Busick foram contratados para escrever o roteiro. Em janeiro de 2022, Warner Bros. Pictures e New Line Cinema anunciaram que Jon Watts também havia ingressado como produtor. Além disso, foi revelado que o filme seria distribuído pela HBO Max. Em setembro daquele ano, foi anunciado que Zach Lipovsky e Adam B. Stein co-dirigiriam o filme, depois que a dupla encenou um elaborado boato mortal em uma reunião por telefone pelo Zoom com os executivos do estúdio. Os produtores ficaram impressionados com a visão da dupla para o projeto e como sua apresentação evocou a franquia. O rascunho do roteiro da época foi de coautoria de Busick e Taylor a partir de uma história original escrita por Jon Watts. Craig Perry, Sheila Hanahan Taylor, Watts e Dianne McGunigle atuarão como produtores.
Em junho de 2023, foi relatado que o sexto filme entraria em produção com data de início em meados de julho de 2023, sob o título Final Destination: Bloodlines. Em agosto, Reddick confirmou que o filme começaria a ser produzido assim que a greve da SAG-AFTRA de 2023 terminasse. A fotografia principal começou em Vancouver, Colúmbia Britânica, em março de 2024.

## Elenco e personagens recorrentes
| Personagem        | Filmes            | Filmes              | Filmes              | Filmes                | Filmes              | Filmes                        |
| Personagem        | Final Destination | Final Destination 2 | Final Destination 3 | The Final Destination | Final Destination 5 | Final Destination: Bloodlines |
| Personagem        | 2000              | 2003                | 2006                | 2009                  | 2011                | 2025                          |
| ----------------- | ----------------- | ------------------- | ------------------- | --------------------- | ------------------- | ----------------------------- |
| Clear Rivers      | Ali Larter        | Ali Larter          |                     |                       | Ali LarterA         |                               |
| William Bludworth | Tony Todd         | Tony Todd           | Tony ToddV          |                       | Tony Todd           | Tony Todd                     |

## Detalhes adicionais da equipe e da produção
| Filme                         | Equipe/Detalhe | Equipe/Detalhe    | Equipe/Detalhe      | Equipe/Detalhe                                                                                           | Equipe/Detalhe                                      | Equipe/Detalhe   |
| Filme                         | Compositor     | Cinematográfico   | Editor(es)          | Empresas produtoras                                                                                      | Empresas distribuidoras                             | Tempo de duração |
| ----------------------------- | -------------- | ----------------- | ------------------- | --- | --------------------------------------------------- | ---------------- |
| Final Destination             | Shirley Walker | Robert McLachlan  | James Coblentz      | - New Line Cinema - Zide-Perry Productions - Hard Eight Pictures                                         | - New Line Cinema - Entertainment Film Distributors | 1h38min          |
| Final Destination 2           | Shirley Walker | Gary Capo         | Eric Sears          | - New Line Cinema - Zide-Perry Productions                                                               | New Line Cinema                                     | 1h30min          |
| Final Destination 3           | Shirley Walker | Robert McLachlan  | Chris G. Willingham | - New Line Cinema - Hard Eight Pictures - Practical Pictures - Matinee Pictures - Zide-Perry Productions | New Line Cinema                                     | 1h33min          |
| The Final Destination         | Brian Tyler    | Glen MacPherson   | Mark Stevens        | - New Line Cinema - Practical Pictures - Parallel Zide - Zide-Perry Productions                          | Warner Bros. Pictures                               | 1h22min          |
| Final Destination 5           | Brian Tyler    | Brian Pearson     | Eric Sears          | - New Line Cinema - Zide-Perry Productions - Practical Pictures - Parallel Zide - Jellystone Films       | Warner Bros. Pictures                               | 1h32min          |
| Final Destination: Bloodlines | ASA            | Christian Sebaldt | ASA                 | - New Line Cinema - Practical Pictures                                                                   | Warner Bros. Pictures                               | ASA              |

## Recepção

### Desempenho de bilheteria
Final Destination, quando comparado com outras franquias de terror americanas de maior bilheteria e ajustando a inflação de 2011, é a décima franquia de terror de maior bilheteria nos Estados Unidos, com aproximadamente US$ 347,8 milhões. Com US$ 667 milhões em ganhos mundiais, a franquia é a terceira franquia de terror mais lucrativa da New Line, atrás da franquia The Conjuring (US$ 2 bilhões) e da série It (US$ 1 bilhão).
| Filme                 | Data de lançamento      | Orçamento       | Bilheteria       | Bilheteria               | Bilheteria   | Referências   |
| Filme                 | Data de lançamento      | Orçamento       | América do Norte | Fora da América do Norte | Mundialmente | Referências   |
| --------------------- | ----------------------- | --------------- | ---------------- | ------------------------ | ------------ | ------------- |
| Final Destination     | 17 de março de 2000     | US$ 23 milhões  | $53,331,147      | $59,549,147              | $112,880,294 | [ 21 ]        |
| Final Destination 2   | 31 de janeiro de 2003   | US$ 26 milhões  | $46,961,214      | $43,979,915              | $90,941,129  | [ 22 ]        |
| Final Destination 3   | 10 de fevereiro de 2006 | US$ 25 milhões  | $54,098,051      | $64,792,221              | $118,890,272 | [ 23 ]        |
| The Final Destination | 28 de agosto de 2009    | US$ 40 milhões  | $66,477,700      | $119,689,439             | $186,167,139 | [ 24 ]        |
| Final Destination 5   | 12 de agosto de 2011    | US$ 40 milhões  | $42,587,643      | $115,300,000             | $157,887,643 | [ 25 ]        |
| Total                 | Total                   | US$ 154 milhões | $263,455,755     | $403,310,722             | $666,766,477 | [ 26 ] [ 20 ] |

### Resposta crítica e pública
A franquia foi elogiada por sua premissa inovadora do conceito abstrato invisível da Morte matando pessoas em vez de um assassino slasher usual, e pela criatividade das sequências de morte dos filmes.
| Filme                 | Rotten Tomatoes    | Metacritic       | CinemaScore |
| --------------------- | ------------------ | ---------------- | ----------- |
| Final Destination     | 36% (97 críticas)  | 36 (28 críticas) | B−          |
| Final Destination 2   | 50% (111 críticas) | 38 (25 críticas) | B+          |
| Final Destination 3   | 43% (116 críticas) | 41 (28 críticas) | B+          |
| The Final Destination | 27% (99 críticas)  | 30 (14 críticas) | C           |
| Final Destination 5   | 63% (136 críticas) | 50 (24 críticas) | B+          |

## Outras mídias

### Novelas
Ao longo de 2005, a editora Black Flame lançou uma série de livros Final Destination que seguem fielmente a premissa dos filmes, cada um envolvendo um grupo de pessoas que se tornam alvo da Morte após sobreviverem a algum tipo de catástrofe devido a um personagem experimentando uma visão precognitiva. Suas primeiras cinco novelas apresentavam histórias originais, com a primeira novela, intitulado Dead Reckoning, com a punk rocker Jessica Golden salvando a si mesma e a vários outros do colapso do Club Kitty em Los Angeles, ganhando a ira da Morte. Destination Zero, também ambientada em Los Angeles, faz com que a funcionária de revista Patricia Fuller e alguns outros sobrevivam a um atentado a bomba em um trem e depois, enquanto é perseguida pela Morte, Patti descobre que esta não é a primeira vez que sua família é caçada pela entidade. End of the Line tem um grupo de sobreviventes de um acidente de metrô em Nova Iorque, liderados pelos gêmeos Danny e Louise King, tentando escapar da Morte, que usa um agente desconhecido para acelerar a aquisição dos sobreviventes. Em Dead Man's Hand, um grupo destinado a morrer na queda de um elevador de vidro em Las Vegas é perseguido pela Morte e pelo FBI, este último acreditando que a salvadora do grupo, Allie Goodwin-Gaines, foi a responsável pela colisão do elevador. Looks Could Kill tem a bela modelo nova-iorquina Stephanie "Sherry" Pulaski impedindo seus amigos de embarcar em um iate quando ela tem uma visão dele explodindo, mas fica terrivelmente desfigurada e em coma por destroços voadores momentos depois, quando sua visão se torna realidade; eventualmente despertando a amargurada Stephanie faz um acordo com a Morte, ajudando-a a reivindicar seus amigos em troca de ter sua beleza restaurada.
Após a execução da série original de livros, Black Flame lançou novelizações dos três primeiros filmes em janeiro de 2006. A última novela Final Destination de Black Flame foi Death of the Senses, lançada em meados de 2006. Passado em Nova York, o livro mostra um sem-teto chamado Jack Curtis salvando a policial Amy Tom de um maníaco após ter uma visão da morte de Amy; O agressor de Amy é mais tarde revelado como um assassino em série que deveria assassinar seis outras pessoas (representando os primeiros cinco sentidos e um sexto) que a Morte começa a mirar enquanto Jack e Amy correm para encontrar e avisar as vítimas pretendidas. Devido a um erro de impressão, ficou disponível apenas por um curto período de tempo antes de ser recolhido, deixando apenas alguns exemplares em circulação. Uma décima novela, intitulada Wipeout e escrita por Alex Johnson, foi planejada, mas cancelada; o livro teria contado com uma dupla de surfistas e vários outros, após sobreviverem a um acidente de avião no Havaí, serem caçados pela Morte e o sobrevivente de outro desastre, um soldado instável que quase morreu em uma emboscada no Afeganistão.

### Quadrinhos
A primeira história em quadrinhos de Final Destination, intitulada Sacrifice, foi publicada pela Zenescope Entertainment e veio embalada com um DVD de edição limitada de Final Destination 3, vendido exclusivamente nas lojas Circuit City. A premissa da história envolve o sobrevivente de um terrível acidente e seu amigo Jim, que vivencia continuamente imagens da morte de outras pessoas, isolando-se do resto do mundo para escapar das visões que o atormentam. Zenescope mais tarde lançou uma minissérie de cinco edições, intitulada Final Destination: Spring Break, que envolve um grupo liderado por Carly Hagan sendo perseguido pela Morte após sobreviver a um incêndio em um hotel e ficar preso em Cancún, México. A minissérie foi lançada posteriormente em uma coleção de brochuras comerciais, que incluía a história em quadrinhos Sacrifice como conteúdo bônus.

## Temas
Três teorias críticas sobre a franquia Final Destination foram discutidas em trabalhos acadêmicos. Foi enquadrado como uma franquia de terror pós-moderna que, como a franquia Scream, conscientemente se refere à história do cinema de terror e recompensa os espectadores por seu conhecimento. Em segundo lugar, os filmes – particularmente The Final Destination (2009) e Final Destination 5 (2011) – foram examinados quanto aos seus efeitos visuais. Terceiro, a franquia foi criticada por ser cínica e redutiva. Por exemplo, o estudioso de estudos cinematográficos Reynold Humphries descarta a franquia como "um absurdo obscurantista cuja única 'ideia' é que a morte é uma agência que tem um 'plano' para cada um de nós".
De acordo com estudos de mídia da estudiosa Eugenie Brinkema, os filmes de Final Destination são caracterizados por se afastarem do típico antagonista do terror e se aproximarem da certeza e inevitabilidade da morte. Isso os torna inconsistentes com a maioria dos outros filmes de terror, que exigem um monstro. Os filmes de Final Destination se distanciam ainda mais de outros filmes de terror, mesmo aqueles voltados para adolescentes, na medida em que falta uma narrativa familiar e não há assombrações de qualquer tipo. Da mesma forma, não existe sexualidade - "nem a busca do prazer na convenção devastadora do acesso corporal fácil, nem a monstruosidade da diferença sexual". Brinkema argumenta que os filmes não são sobre a busca do prazer como os típicos filmes de slasher. Em vez disso, tratam de evitar a dor e a morte; eles são fundamentalmente "amargos... paranóicos e tristes" e mostram a incapacidade dos personagens de sentir prazer. Nestes filmes, a morte torna-se a sua própria causa. A premonição do descarrilamento da montanha-russa em Final Destination 3 não tem contexto nem causa. O fato de alguns personagens evitarem a morte fundamenta a necessidade de suas mortes, especificamente a ordem em que teriam morrido na montanha-russa. Assim, a "Lista da Morte" ou "Desígnio da Morte" é realizada. Final Destination 3 gasta tanto tempo interpretando as mortes quanto exibindo-as. A análise minuciosa das fotografias de Wendy permite que ela entenda as mortes, mas é inevitavelmente tarde demais para salvar seus amigos. Nos filmes da franquia, diz Brinkema, "é preciso ler atentamente para sobreviver (por um período), e ainda assim a leitura não muda absolutamente nada". Assim, os personagens “poderiam muito bem” ter ficado na montanha-russa.
Ian Conrich, um estudioso de cinema, argumenta que a série marca um afastamento importante das normas slasher, na medida em que a própria morte se torna a vilã. Os filmes de Final Destination extraem influências do cinema de terror, mas as sequências de ação da franquia, incluindo o descarrilamento da montanha-russa de Final Destination 3, baseiam-se no cinema de ação e desastre. Para Conrich, a franquia marca um novo subgênero de filmes de terror. Como as mortes são extremamente violentas e excessivas, qualquer número pode acontecer ao mesmo tempo, e todas elas são inevitáveis, ele chama os filmes de "grandes slashers". Outros grandes slashers incluem os filmes das franquias Saw e Cube.
Uma característica notável dos filmes Final Destination é a lógica do limiar ou ponto de inflexão da morte dos personagens. Conrich enquadra as complexas sequências de morte nos filmes Final Destination como "jogos mortais, engenhocas ou quebra-cabeças em que só há perdedores". Ele compara as sequências com a máquina de Rube Goldberg, o Grand Guignol e o jogo de tabuleiro Mouse Trap. Brinkema seleciona as mortes de Ashley e Ashlyn em Final Destination 3 como resumindo as sequências de morte da série. As mortes das personagens são provocadas por “uma série de gestos neutros, um conjunto de constrangimentos que acabarão por conduzir aos seus fins conflagratórios”; isso inclui colocar uma bebida, folhear CDs e um batente de porta mal escolhido. A cena usa lógicas de temperatura, cor e luz para perceber a morte dos personagens e permitir que Wendy reconheça a ameaça que enfrentam. Um exemplo de "ponto de inflexão literal" em que as personagens não podem mais escapar ocorre quando um cabide é derrubado nas camas de bronzeamento; é soprado por um aparelho de ar condicionado que é acionado pelo aumento do calor. Conrich identifica o descarrilamento da montanha-russa como um exemplo do foco da franquia na mobilidade nas sequências de morte. Ele argumenta que os passeios em parques temáticos e o cinema de terror são mutuamente influentes; os primeiros baseiam-se nos aspectos assustadores do último, enquanto os últimos baseiam-se na "teatralidade e cinética" do primeiro.